# Allantophomopsis cytisporea
Allantophomopsis cytisporea är en svampart som först beskrevs av Elias Fries, och fick sitt nu gällande namn av Franz Petrak 1925. Allantophomopsis cytisporea ingår i släktet Allantophomopsis och familjen Phacidiaceae.   Inga underarter finns listade i Catalogue of Life.